# Zilveren Bal 1907

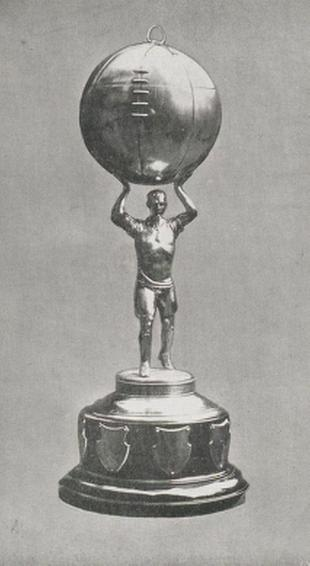
Zilveren Voetbal 2, 1904-1924

De Zilveren Bal 1907/08 was de 7e editie van dit traditionele officieuze openingstoernooi van het voetbalseizoen. De wedstrijden duurden een uur met een kwartier pauze.  Alleen de finale duurde anderhalf uur. Bij een gelijk spel volgde een verlenging van 2 maal 7,5 minuut. Nu het terrein van Sparta net was ingezaaid met vers gras - dit ter vervanging van het gevreesde kolengruis dat eerder als ondergrond werd gebruikt - en dit volgens het bestuur van Sparta nog niet bestand was tegen zo veel wedstrijden in zo korte tijd moest het toernooi voor het eerst buiten Rotterdam gespeeld worden. Nadat aanvankelijk het Haagse HVV dacht de organisatie te zullen krijgen werd het toernooi uiteindelijk georganiseerd op de velden van het Haarlemse HFC. Het HVV bestuur was hierover dermate ontstemd dat HVV voor het eerst sinds de oprichting van het toernooi van deelname afzag. Het toernooi werd over drie speeldagen verdeeld, te weten 8 , 15 en 22 september
In de eerste ronde stond oorspronkelijk nog als vierde wedstrijd van de dag gepland de strijd tussen het Nijmeegse Quick en de Bredase Cadettenvereniging Velocitas maar Quick trok zich voor aanvang van het toernooi terug. Sparta en het Haagse Quick werden vrijgeloot voor de eerste ronde. In de halve finales zou aanvankelijk de eerste helft van Achilles-Hercules worden gespeeld waarna de eerste helft van HBS-Hercules zou volgen waarna in die volgorde de tweede helften zouden worden gespeeld. Op de dag zelf werd besloten om deze wedstrijden toch als geheel te laten verspelen, zonder onderbreking door de andere wedstrijd. Dit vanwege het feit dat de trein waar Sparta en HBS mee naar Haarlem waren gereisd een half uur te laat aankwam.    

## Revuebeker
Voor het eerst werd dit jaar een beker uitgereikt voor de vereniging die niet in de westelijke eerste klasse uitkwam en die het verst kwam in het toernooi. Deze beker werd ter beschikking gesteld door het geïllustreerde sporttijdschrift De Revue der Sporten. Het Rotterdamse Achilles haalde de finale als tweede klasser en kreeg zodoende de Revuebeker uitgereikt. 

## Het winnende elftal
G.F.de Bruijn Kops W.M. Paardekoper Overman E.E.Th.van Blommestein H.Muller A.Van Renterghem
V.A.Gonsalves C.Bekker J.H.B.Kuneman
E.V.van Leijden F.Von Balluseck
G.Taylor
1901/02 ·
1902/03 ·
1903/04 ·
1904/05 ·
1905/06 ·
1906/07 ·
1907/08 ·
1908/09 ·
1909/10 ·
1910/11 ·
1911/12 ·
1912/13 ·
1913/14 ·
1914/15 ·
1915/16 ·
1916/17 ·
1917/18 ·
1918/19 ·
1919/20 ·
1920/21 ·
1921/22 ·
1922/23 ·
1923/24 ·
1924/25 ·
1925/26 ·
1926/27 ·
1927/28 ·
1928/29 ·
1929/30 ·
1930/31 ·
1931/32 ·
1932/33 ·
1933/34 ·
1934/35 ·
1935/36 ·
1936/37 ·
1937/38 ·
1938/39 ·
1939/40 ·
1940/41 ·
1941/42 ·
1942/43 ·
1943/44 ·
1944/45 ·
1945/46 ·
1946/47 ·
1947/48 ·
1948/49 ·
1949/50 ·
1950/51 ·
1951/52 ·
1952/53 ·
1953/54 ·
1954/55